# Lista de estúdios da Microsoft Gaming
Esta é uma lista de estúdios de jogos eletrônicos da Microsoft Gaming, incluindo estúdios de desenvolvimento, estúdios de suporte, estúdios satélites e escritórios. A Microsoft Gaming é uma empresa americana de jogos eletrônicos sediada em Redmond, Washington, EUA, fundada em 18 de janeiro de 2022. Após várias aquisições, a Microsoft Gaming se tornou uma das maiores empresas de jogos eletrônicos e tem uma das maiores equipes de desenvolvimento interno, com mais de 20.100 funcionários trabalhando em mais de 40 estúdios em 17 países em fevereiro de 2024. as três subsidiárias consistem em: Xbox Game Studios, ZeniMax Media e Activision Blizzard. Ela possui 5 selos de editoras de videogame, incluindo Xbox Game Studios, Bethesda Softworks, Activision, Blizzard Entertainment e King.  
A Microsoft Gaming abriu e adquiriu estúdios em 17 países, incluindo Estados Unidos, Reino Unido, Canadá, Suécia, França, Espanha, México, China, Japão, Irlanda, Malta, Austrália, Hungria, Taiwan, Coreia do Sul e Polônia.

## América do Norte

### Canadá
- Activision Vancouver em Vancouver, Colúmbia Britânica; adquirida em 2023.[3]
- Beenox na cidade de Quebec, Quebec; adquirida em 2023.[4]
  - Beenox Montreal em Montreal, Quebec; adquirido em 2023.[5]
- Bethesda Game Studios Montreal em Montreal, Quebec; adquirido em 2021.[6]
- The Coalition em Vancouver, Colúmbia Britânica; fundada em 2010.[7]
- Compulsion Games em Montreal, Quebec; adquirida em 2018.[8]
- Demonware Vancouver em Vancouver, Colúmbia Britânica; adquirida em 2023.
- Sledgehammer Games Toronto em Toronto, Ontário; adquirido em 2023.[9]
- Treyarch Vancouver em Vancouver, Colúmbia Britânica; adquirida em 2023.[9]

### Estados Unidos
- Activision Eden Prairie em Eden Prairie, Minnesota; adquirido em 2023.[3]
- Activision El Segundo em El Segundo, Califórnia; adquirido em 2023.[3]
- Activision HQ em Santa Monica, Califórnia; adquirido em 2023.[3]
- Activision Los Angeles em Los Angeles, California; adquirido em 2023.[3]
- Activision Portland em Portland, Maine; adquirido em 2023.[3]
- Activision Redmond em Redmond, Washington; adquirido em 2023.[3]
- Activision Sherman Oaks em Sherman Oaks, Los Angeles, Califórnia; adquirido em 2023.[3]
- Bethesda Game Studios em Rockville, Maryland; adquirido em 2021.[10]
  - Bethesda Game Studios Austin em Austin, Texas; adquirido em 2021.[11]
  - Bethesda Game Studios Dallas em Dallas, Texas; adquirido em 2021.[12]
- Blizzard Entertainment em Irvine, Califórnia; adquirido em 2023.[13]
  - Blizzard Albany em Albany, Nova Iorque; adquirido em 2023.[13]
  - Blizzard Austin em Austin, Texas; adquirido em 2023.[13]
  - Blizzard Boston em Boston, Massachusetts; adquirido em 2023.[14]
- Demonware Los Angeles em Los Angeles, Califórnia; adquirida em 2023.
- Double Fine em São Francisco, Califórnia; adquirida em 2019.[15]
- Halo Studios em Redmond, Washington; fundada em 2007.[16]
- High Moon Studios em Carlsbad, Califórnia; adquirido em 2023.[17]
- id Software em Richardson, Texas; adquirido em 2021.[12]
- Infinity Ward em Woodland Hills, Los Angeles, Califórnia; adquirido em 2023.
  - Infinity Ward Austin em Austin, Texas; adquirido em 2023.[18]
- The Initiative em Santa Monica, Califórnia; fundada em 2018.[19]
- inXile Entertainment em Tustin, Califórnia; adquirida em 2018.[20]
  - inXile New Orleans em Nova Orleães, Luisiana; adquirida em 2018.[21]
- King Los Angeles em Los Angeles, Califórnia; adquirida em 2023.[22]
- King New York na cidade de Nova Iorque, Nova Iorque; adquirida em 2023.[23]
- King San Francisco em São Francisco, Califórnia; adquirida em 2023.[23]
- Microsoft Casual Games Studio em Redmond, Washington; fundada em 2012.[24]
- Mojang Redmond em Redmond, Washington; adquirido em 2014.
- Obsidian Entertainment em Irvine, Califórnia; adquirida em 2018.[20]
- Raven Software em Middleton, Wisconsin; adquirido em 2023.[25]
- Sledgehammer Games em Foster City, Califórnia; adquirido em 2023.[1]
- Solid State Studios em Santa Monica, Califórnia; adquirida em 2023.[26]
- Treyarch em Santa Monica, Califórnia; adquirida em 2023.[1]
  - Treyarch Austin em Austin, Texas; adquirido em 2023.[1]
- Turn 10 Studios em Redmond, Washington; fundada em 2001.
- Undead Labs em Seattle, Washington; adquirido em 2018.[27]
  - Undead Labs Orlando em Orlando, Flórida; fundada em 2022.[28]
  - Undead Labs Champaign em Champaign, Illinois; fundada em 2024.
- World's Edge Studio em Redmond, Washington; fundada em 2019.
- ZeniMax Online Studios em Hunt Valley, Maryland; adquirido em 2021.[12]
  - ZeniMax Online Studios Austin em Austin, Texas; adquirido em 2021.[29]
  - ZeniMax Online Studios San Diego em San Diego, Califórnia; adquirido em 2021.[29]
  - ZeniMax Online Studios Seattle em Seattle, Washington; adquirido em 2021.[29]
  - ZeniMax Online Studios Wisconsin em Madison, Wisconsin; adquirido em 2021.[29]

### México
- Infinity Ward Mexico na Cidade do México; adquirida em 2023.[30]

## Europa

### Alemanha
- Activision Burglengenfeld em Burglengenfeld; adquirido em 2023.[3]
- id Software Frankfurt em Frankfurt; adquirido em 2021.[31]
- King Berlin em Berlim; adquirido em 2023.[23]

### Espanha
- Digital Legends Entertainment em Barcelona; adquirido em 2023.[32]
- Infinity Ward Barcelona em Barcelona; adquirido em 2023.[33]
- King Barcelona em Barcelona; adquirido em 2023.[23]

### França
- Arkane Studios em Lyon; adquirido em 2021.

### Hungria
- ZeniMax Online Studios Hungary em Budapeste; adquirido em 2023.[34]

### Irlanda
- Activision Dublin em Dublin; adquirido em 2023.[3]
- Demonware em Dublin; adquirido em 2023.
- King Dublin em Dublin; adquirido em 2023.[23]

### Malta
- King Malta em Saint Paul's Bay; adquirido em 2023.[23]

### Polônia
- Elsewhere Entertainment em Varsóvia; fundada em 2024.[35]
- Infinity Ward Poland em Cracóvia; adquirido em 2023.[36]

### Reino Unido
- Activision London em Londres, Inglaterra; adquirida em 2023.[23]
- Activision Manchester em Manchester, Inglaterra; adquirido em 2023.[23]
- King London em Londres, Inglaterra; adquirida em 2023.[23]
- Mojang London em Londres, Inglaterra; adquirida em 2023.
- Ninja Theory em Cambridge, Inglaterra; adquirido em 2018.[37]
  - Senua Studio em Cambridge, Inglaterra; adquirido em 2018.[38]
- Playground Games em Leamington Spa, Inglaterra; adquirido em 2018.[39]
  - Playground Games Studio 2 em Leamington Spa, Inglaterra; adquirido em 2018.[40]
  - Playground Games Studio 3 em Leamington Spa, Inglaterra; fundada em 2024.[41]
- Rare em Twycross, Inglaterra; adquirida em 2002.[42]
- Sledgehammer Games Guildford em Guildford, Inglaterra; adquirido em 2023.[43]

### Suécia
- Elsewhere Malmö em Malmö; fundada em 2024.[44]
- King Malmö em Malmö; adquirido em 2023.[23]
- King Stockholm em Estocolmo; adquirido em 2023.[23]
- MachineGames em Uppsala; adquirido em 2021.[12]
  - MachineGames Sundsvall em Sundsvall; fundada em 2023.[45]
- Mojang Studios em Estocolmo; adquirida em 2014.

## Ásia

### China
- Activision Shanghai Studio em Xangai; adquirido em 2023.[3]
- Demonware Shanghai em Xangai; adquirida em 2023.
- Mojang Shanghai em Xangai; adquirida em 2014.

### Coréia do Sul
- Blizzard Seoul em Seul; adquirido em 2023.[13]

### Japão
- Activision Shibuya-ku em Shibuya, Tóquio; adquirido em 2023.[3]

### Taiwan
- Blizzard Taipei em Taipé; adquirido em 2023.[13]

## Oceania

### Austrália
- Activision Sydney em Sydney, Nova Gales do Sul; adquirido em 2023.[3]
- Blizzard Sydney em Sydney, Nova Gales do Sul; adquirida em 2023.[13]
- Sledgehammer Games Melbourne em Melbourne, Victoria; adquirida em 2023.[46]

## Estúdios fechados ou independentes
- Alpha Dog Games em Halifax, Nova Escócia - fechado em maio 2024.[47][48]
- Arkane Austin em Austin, Texas - fechado em maio de 2024.[49][48]
- Roundhouse Studios em Madison, Wisconsin - fundiu-se com Zenimax Online Studios em maio de 2024.[48]
- Tango Gameworks em Shibaura, Tóquio - fechado em junho de 2024[50] e vendido para Krafton em agosto de 2024.[51][12]
- Toys for Bob em Novato, Califórnia - desmembrada da Activision em fevereiro de 2024.[52]